# Félix Mesnil
Félix Étienne Pierre Mesnil, född den 12 december 1868 i Omonville-la-Petite, död den 15 februari 1938 i Paris, var en fransk biolog, botaniker, fykolog, mykolog och zoolog. 
Mesnil arbetade vid Institut Pasteur efter att ha studerat för Alfred Giard och varit klasskamrat med Maurice Caullery. Han var även Louis Pasteurs sekreterare samtidigt som han började studera cell-medierad immunitet, fysiologi och patologi vid Ilja Metjnikovs laboratorium. År 1921 valdes han in i Franska vetenskapsakademin.
Auktorsnamnet Mesnil kan användas för Félix Mesnil i samband med ett vetenskapligt namn inom botaniken; se Wikipediaartiklar som länkar till auktorsnamnet.. 
Auktorsnamnet Mesnil kan användas för Félix Mesnil i samband med ett vetenskapligt namn inom zoologin; se Wikipedia-artiklar som länkar till auktorsnamnet.